# 드래곤파이어 (무기)
드래곤파이어는 영국이 개발중인 레이저 무기이다.

## 역사
이 무기는 런던에서 열린 2017 DSEI 컨퍼런스에서 처음 공개되었다. 영국 국방부(MoD)와 민간 기업들과 합작해서 시제품을 개발중이다.
영국 국방부는 구체적인 성능 등은 비밀이라며 공개하지 않았지만, 미 해군이 사용하는 SM-2 미사일이 기당 200만달러(약 26억원)가 넘는 데 비해 드래건파이어 1회 발사 비용은 13달러(약 1만7천원) 정도에 불과하다고 설명했다.

## 출력
레이저 출력은 50kW이다. 미사일이나 박격포와 같은 위협으로부터 육상 및 해상 목표물을 방어하도록 설계되었다.
조건에 따라 다르지만 통상 드론을 격추하는데 20~50kW급 출력이, 대전차 미사일을 파괴하는데 100kW급 출력이, 순항 미사일을 무력화하는데 300kW급 출력이 필요하다.